# 皆生海岸
皆生海岸（かいけかいがん）は、鳥取県米子市にある海岸。上空から見るとおわん状の小さな湾がいくつもならんだ海岸線になっている。「皆生温泉海遊ビーチ」という名称で、海水浴場として整備されている。皆生温泉は、この皆生海岸の浅瀬で湧きだしていた温泉が発見され、これを有本松太郎が開発したことから始まっている。
環境庁より2001年（平成13年）3月23日に公表された日本の水浴場88選の内の1つ。この発表では、「山陰屈指の名湯として知られる皆生温泉と隣接しており、温泉と海水浴の両方が楽しめる。」と紹介されている。

## 海岸の形成と侵食、離岸防潮堤の設置
皆生海岸が位置する弓ケ浜半島は、日野川や佐陀川などの流送土砂によって形成され、およそ3000年前にはほぼ現在のような形で概成されていたと考えられている。
1923年（大正12年）までは堆積傾向だった海岸線が、次第に侵食されていった。主な原因は、たたら製鉄の川で砂鉄を採取する鉄穴（かんな）流しによって、海に流れ出た砂が陸へ押し戻され海岸を形成していた状況が、たたら製鉄が廃れるにつれて海に流れる砂が減少したことで一変したためと考えられており、日本有数の侵食海岸として知られるようになった。後退は護岸ができるまで300ｍに及んでいるという。
1970年ごろに、離岸防潮堤（消波ブロック）が完成すると、海岸浸食は防げるようになったが、この影響でブロックの背後のみに砂州ができるようになり、おわん型の小さな湾ができるようになったという。

## トライアスロン
皆生海岸は、全日本トライアスロン皆生大会のスタート地点になっている。

## 寒中水泳
毎年成人の日に、当海岸で寒中水泳大会が開かれる。参加者全員で今年の海の安全を祈願した後、掛け声とともに冷たい海に入る。